# Diplazon festatorius
Diplazon festatorius là một loài tò vò trong họ Ichneumonidae.